# Pollák Miksa
Pollák Miksa (Beled, 1868. március 8. –  Auschwitz, 1944. július) rabbi, történettudós. Pap Károly író apja.

## Élete
A gimnázium alsó négy osztályát Kőszegen, a felső osztályokat a budapesti rabbiképzőben végezte. Ugyanott később teológiai tanulmányokat folytatott, az egyetemen pedig keleti nyelvekkel, történelemmel, magyar-német irodalommal és bölcselettel foglalkozott. 1891–1892-ben Berlinben az egyetemen és a Hochschule für die Wissenschaft des Judenthums nevű főiskolán folytatta tanulmányait. 1892-ben a budapesti egyetemen bölcsészdoktorrá avatták, 1894-ben pedig a rabbiképzőben rabbi oklevelet kapott. Ugyanettől az évtől kezdve ötven éven  át Sopronban az izraelita hitközség főrabbija volt. 1944-ben deportálták, Auschwitzban halt meg.
Cikkei többek között az Egyenlőség, az Ethnographia, a Pesti Napló, a Magyar Nyelvőr, a Múlt és Jövő című lapokban jelentek meg.

## Munkái
- A zsidók Bécs-Újhelyen (doktori  értekezés, Budapest, 1892)
- Das Judentum und seine Parteien (Oldenburg, 1895)
- A zsidók története Sopronban a legrégibb időktől a mai napig (Budapest, 1896; hasonmásban: 2007)
- Erzsébet királyné emlékezete. Sopron, 1898
- Arany János és a Biblia (Budapest, 1904)
- Tompa Mihály és a Biblia (Budapest, 1912)
- Izráel istentisztelete. Imádságos könyv a tanuló ifjúság és a nagyközönség számára. Ford. és magyarázatokkal ellátta: –. Székesfehérvár, [1920]
- Avodat Jiszraél, Izrael istentisztelete (imádságoskönyv Budapest, 1924)
- Madách Imre és a Biblia (IMIT Évkönyve, 1935–39)
- Dr. Pollák Miksa soproni főrabbi ünnepi beszédei. I., Sopron, 1937